# Doris (álbum)
Doris é o álbum de estúdio de estreia do rapper americano Earl Sweatshirt. Foi lançado em 20 de agosto de 2013, pela Odd Future Records e Tan Cressida Records, e distribuído pela Columbia Records. O álbum segue sua mixtape de estreia, Earl (2010) de quando ele tinha dezesseis anos. Depois de retornar de uma estadia forçada em um internato em Samoa, ele começou a trabalhar no álbum e assinou com a Columbia, em vez da Odd Future Records.
Doris conta com participações de Vince Staples, Tyler, the Creator, Domo Genesis, Frank Ocean, SK La' Flare, Casey Veggies, Mac Miller e RZA. A produção foi realizada principalmente por Sweatshirt sob o pseudônimo de randomblackdude, junto com Christian Rich, Tyler, the Creator, the Neptunes, BadBadNotGood, Matt Martians, Samiyam, Frank Ocean e RZA. O álbum foi apoiado por três singles: "Chum", "Whoa" e "Hive".
Doris recebeu aclamação generalizada dos críticos, que elogiaram a habilidade lírica e os esquemas de rima de Sweatshirt, juntamente com a produção underground áspera. O álbum também apareceu em várias listas de final de ano dos críticos. Comercialmente, o álbum se saiu bem, estreando no número cinco na Billboard 200 dos EUA.

## Fundo

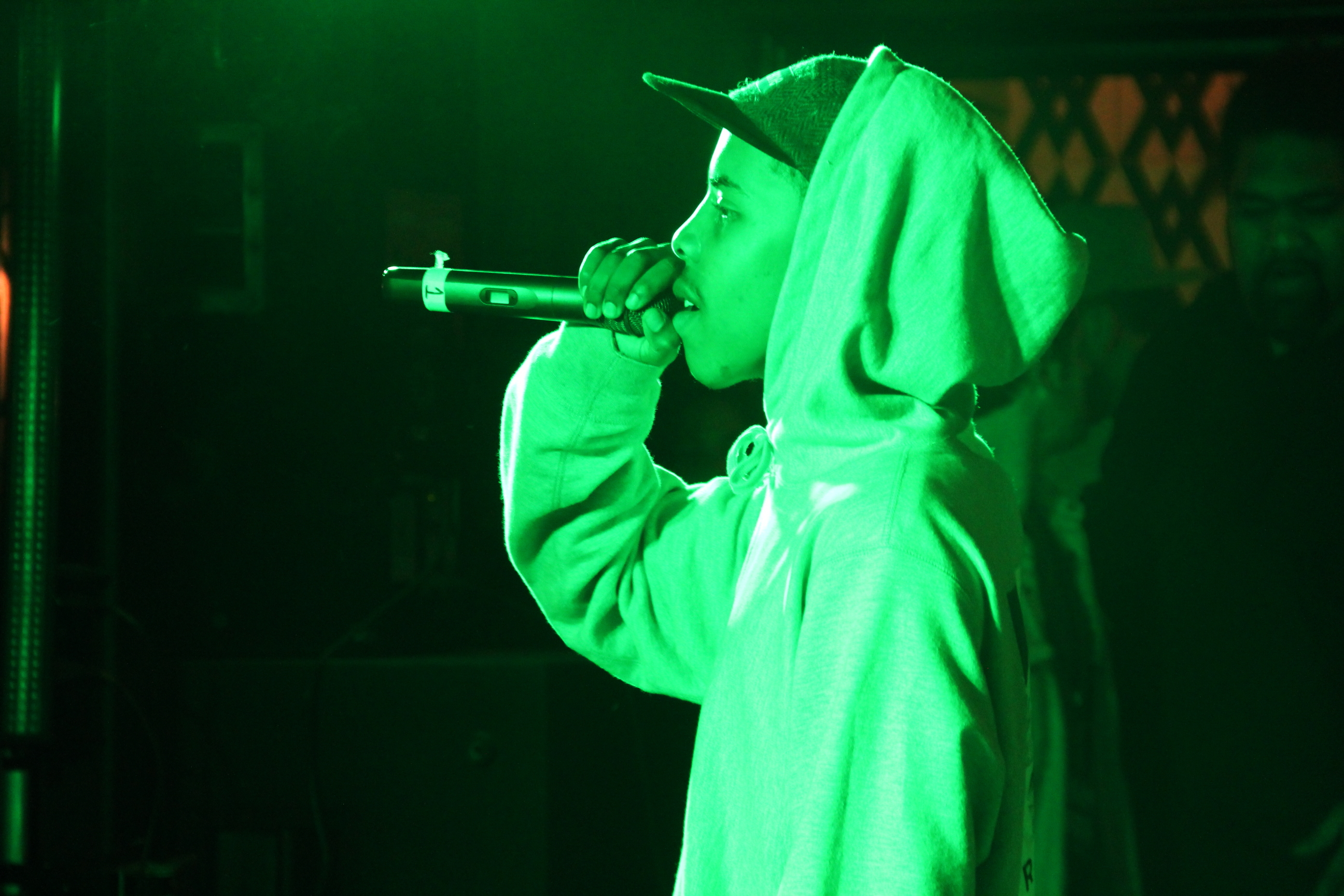
Doris é o primeiro álbum de estúdio de Earl Sweatshirt.

No dia 8 de fevereiro de 2012, espalharam-se rumores pela internet de que Earl Sweatshirt havia retornado aos EUA da Coral Reef Academy em Samoa, quando um vídeo dele apareceu no YouTube com uma prévia de uma nova música. Ele disse que se as pessoas quisessem "a coisa completa", teriam que lhe dar 50.000 seguidores no Twitter. Mais tarde, ele confirmou em sua nova conta do Twitter que havia retornado para sua casa em Los Angeles. Três horas depois, Sweatshirt alcançou 50.000 seguidores e lançou uma nova música em seu site, intitulada "Home", que termina com "...e eu estou de volta. Tchau". Posteriormente, via Twitter, Sweatshirt afirmou que todas as músicas lançadas antes de "Oldie" eram antigas, gravadas antes de sua ida ao exterior. No mesmo dia, Earl lançou seu site Terttlefer.com, posteriormente alterado para Earlxsweat.com (seguindo seu nome de usuário no Twitter) e, finalmente, Earlsweatshirt.com. Em 2 de maio de 2012, Sweatshirt criou sua própria gravadora chamada Tan Cressida, que será distribuída pela Columbia Records. Ele recusou várias ofertas maiores devido à sua prioridade de permanecer próximo ao Odd Future.
Em 12 de novembro de 2012, Earl anunciou em sua conta no Twitter que seus primeiros e segundo álbuns de estúdio se chamariam Doris e Gnossos. Doris foi relatado como contendo vocais ou produções de Tyler, the Creator, Frank Ocean, Om'Mas Keith, Thundercat, Domo Genesis, the Neptunes, Christian Rich, Vince Staples, BadBadNotGood, Pharrell Williams, Samiyam, The Alchemist, Casey Veggies e The Internet.
Em 6 de março de 2013, enquanto se apresentava com Flying Lotus e Mac Miller, Earl estreou três novas músicas de Doris: "Burgundy", produzida pelos Neptunes, "Hive" com Casey Veggies e Vince Staples, e "Guild" com Mac Miller. No Coachella de 2013, Earl apresentou "Hive", "Burgundy" e "Guild", bem como "20 Wave Caps". Em Syracuse, ele apresentou "Molasses" com RZA do Wu-Tang Clan. Em 12 de julho de 2013, Earl anunciou que o álbum seria lançado em 20 de agosto de 2013, e lançou a capa do álbum e a lista de faixas.

## Gravação
Sweatshirt trabalhou com os Neptunes e a dupla de produção baseada em Chicago Christian Rich na faixa "Burgundy". Sweatshirt já tinha ouvido falar deles antes, e a dupla se encontrou com a equipe de A&R da Sony para que Sweatshirt ouvisse seus beats. Taiwo Hassan, do Christian Rich, revelou à MTV News que Pharrell passou a maior parte do dia trabalhando na música de sucesso de Robin Thicke, "Blurred Lines", mas fez uma pausa rápida para trabalhar em "Burgundy" com Chad Hugo dos Neptunes. O título da música não aparece na letra, mas é uma referência ao tapete vinho da avó de Earl. A música contém uma amostra de "The Power of the Truth" de Preacher.
O álbum foi produzido ao longo de cerca de quatro ou cinco meses, e seu primeiro single, "Chum", foi criado nos primeiros três dias. A música foi produzida por Christian Rich usando Logic Pro, e a batida foi a mais rápida e crua feita no álbum. A faixa foi gravada por Julian Prindle nos Paramount Recording Studios em Hollywood, Califórnia. Jaycen Joshua mixou a faixa nos Larrabee Sound Studios em North Hollywood, e foi posteriormente masterizada por Dave Kutch no Mastering Palace em Nova York. Taiwo Hassan escreveu o refrão de "Chum", e Sweatshirt escreveu os versos. A instrumentação da música consiste em um loop de piano, baixo fuzzy de baixa oitava, bateria, vocais e outros sons sampleados. Christian Rich originalmente considerou que o cantor do Radiohead, Thom Yorke, interpretasse o refrão para torná-lo maior, mas Sweatshirt recusou, pois não queria seguir por esse caminho sonoro.
"Sunday" conta com a participação de Frank Ocean, outro membro do Odd Future. A música é vista como incomum para Ocean, que é conhecido por seu canto mais do que por seu rap, tendo mostrado seu rap anteriormente apenas na faixa vazada "Blue Whale" e em "Oldie". A dupla já havia colaborado em "Super Rich Kids" de Ocean, do álbum Channel Orange de 2012. A música gerou uma pequena controvérsia devido ao verso de Ocean, que inclui letras sobre sua suposta briga com Chris Brown. A música passou por muitas encarnações e mixagens diferentes antes de ser concluída; a versão original foi perdida depois que o disco rígido do laptop de Earl travou. Depois de reorganizá-la, ele decidiu que odiava as mixagens. "Então foi, 'Não podemos mixar essa música'", ele disse à NME, "'... você vai ter que refazê-la ou fazer uma música nova'. Eu fiz um drama".
"Hive" foi escrita, gravada, produzida e mixada na sala de estar da antiga casa de Syd tha Kyd e Matt Martians em Marina del Rey, Califórnia; a música foi programada no Reason. A música levou três horas para ser gravada, com o verso de Sweatshirt gravado em apenas uma tomada antes de Casey Veggies e Vince Staples gravarem os seus. Martians disse que Sweatshirt "trabalha rapidamente em geral: ele consegue tirar suas ideias iniciais rapidamente, depois volta e faz ajustes. Isso é uma coisa madura sobre como ele faz música. Ele sabe o que quer fazer e que tipos de sentimentos quer transmitir". A faixa foi posteriormente mixada por Jaycen Joshua nos Larrabee Sound Studios em North Hollywood, Califórnia, e masterizada por Dave Kutch no Mastering Palace em Nova York.

## Promoção

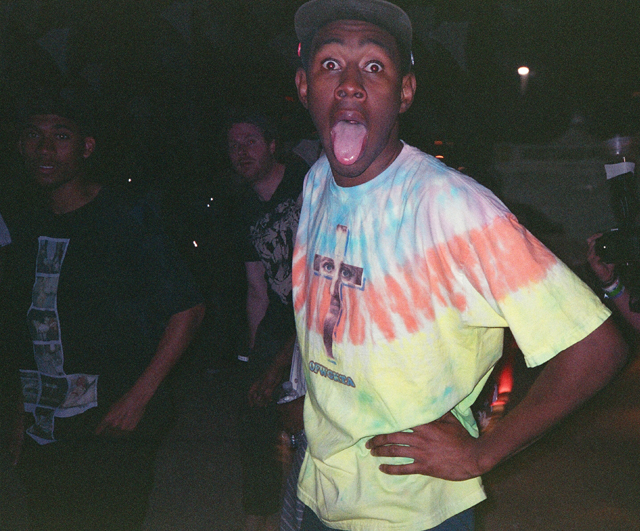
Earl Sweatshirt fez uma turnê para promover Doris com o colega do Odd Future, Tyler, the Creator.

O primeiro single do álbum, "Chum", foi lançado em 1 de novembro de 2012. O vídeo musical de "Chum" foi lançado em 4 de dezembro de 2012. O segundo single do álbum, "Whoa", com participação de Tyler, the Creator, foi lançado em 12 de março de 2013, junto com o lançamento do vídeo musical, dirigido por Tyler, the Creator. O terceiro single do álbum, "Hive", com participações de Vince Staples e Casey Veggies, foi lançado em 16 de julho de 2013, junto com um vídeo musical acompanhante lançado mais tarde no mesmo dia. 
De 30 de abril a 18 de maio de 2013, Earl Sweatshirt fez uma turnê pela Costa Oeste dos Estados Unidos com Tyler, the Creator, durante a turnê de Wolf. Em 9 de agosto de 2013, Sweatshirt fez sua estreia na televisão nacional, apresentando a música "Burgundy", produzida pelos Neptunes, no Late Night with Jimmy Fallon. Em 10 de setembro de 2013, Earl Sweatshirt anunciou sua primeira turnê solo como cabeça de cartaz, intitulada Doris. A turnê ocorreu de 6 de outubro a 9 de novembro de 2013 e teve como atos de abertura Hodgy Beats, Domo Genesis e Vince Staples.

## Recepção critica
| Críticas profissionais | Críticas profissionais |
| Pontuações agregadas   | Pontuações agregadas   |
| Fonte                  | Avaliação              |
| ---------------------- | ---------------------- |
| AnyDecentMusic?        | 8.0/10                 |
| Metacritic             | 82/100                 |
| Avaliações da crítica  |                        |
| Fonte                  | Avaliação              |
| AllMusic               | [ 37 ]                 |
| The A.V. Club          | C+                     |
| The Guardian           | [ 39 ]                 |
| The Irish Times        | [ 40 ]                 |
| Los Angeles Times      | [ 41 ]                 |
| NME                    | 8/10                   |
| Pitchfork              | 8.3/10                 |
| Rolling Stone          | [ 44 ]                 |
| Spin                   | 8/10                   |
| XXL                    | 4/5                    |

Doris foi recebido com ampla aclamação crítica. No Metacritic, que atribui uma pontuação normalizada de 100 a avaliações de publicações mainstream, o álbum recebeu uma pontuação média de 82, baseada em 32 avaliações. O agregador AnyDecentMusic? deu-lhe 8.0 de 10, com base na avaliação do consenso crítico.
William Gruger da Billboard disse: "O que se segue é Doris, um álbum lento (raramente acima de 70 bpm), introspectivo onde Earl Sweatshirt enfrenta pressões ao retornar a uma vida de estrelato após passar tempo em uma escola de internato baseada em Samoa para jovens problemáticos". Ben Beaumont-Thomas do The Guardian disse: "Esta é a rap de piada pronta transformada em alta arte, uma busca visionária até a taqueria de skate". Randall Roberts do Los Angeles Times disse: "Doris apresenta interlúdios instrumentais, desvios expandidos no meio das músicas e surpresas suficientes para justificar avaliações repetidas e obsessivas". Jesse Fairfax do HipHopDX disse: "Onde ele ainda não dominou a arte de fazer músicas completas (Uncle Al tem menos de um minuto de duração) e sua dicção tende a carecer de clareza, Earl pinta imagens de maneira mais poética do que praticamente todos os seus colegas". Kevin Ritchie do Now disse: "Apesar de toda a hype que excede suas habilidades para a idade, as preocupações dominantes ainda parecem inexoravelmente adolescentes, embora precocemente".
Simon Vozick-Levinson do Rolling Stone disse: "Seus esquemas de rima são tão complexos quanto sempre foram, e essas batidas resolutamente impopulares – colagens de samples pegajosos de produtores como Pharrell, RZA e ele próprio – são um cenário ideal. Mas seu tema sofreu uma reformulação drástica. Ao contrário de alguns colegas, Earl descobriu que o valor de choque só vai até certo ponto". David Jeffries do AllMusic disse: "Doris é instável, bagunçado e leva um tempo para ser entendido, mas há códigos para decifrar e recompensas ricas para colher, então entre com a mente aberta e prepare-se para sair exausto". Aaron Matthews do Exclaim! disse: "Doris não é o clássico que muitos anteciparam, mas é uma estreia forte e sem compromissos de um rapper muito talentoso. Por enquanto, isso é suficiente". Michael Madden do Consequence disse: "É um trabalho tão notável por suas conquistas técnicas quanto por seus temas matizados, e isso é quase tão impressionante considerando que muitos artistas carecem de um ou de ambos esses campos". Jonah Bromwich da NME disse: "Ele não quer ser uma estrela poderosa do rap. Doris pode alienar pessoas que esperam isso dele. Para todos os outros, este é um álbum poderoso".
Darryl G. Wright do PopMatters disse: "Doris representa um dos lançamentos de hip-hop mais inovadores e importantes do ano. Não apenas pela graça e intriga da história de Earl, mas pelo nível imenso e subestimado de seu talento para escrever rimas". Craig Jenkins do Pitchfork disse: "Como retornos vão, é surpreendentemente insular e discreto. Mesmo quando ele contorna o mainstream, ele o faz com otimismo cauteloso". Jesse Cataldo da Slant Magazine disse: "Earl pode ser uma das vozes mais silenciosas em Doris, mas sua sensibilidade densa e evocativa domina o álbum tanto lírica quanto musicalmente". Dan Jackson do XXL disse: "Como se poderia esperar de um jovem de 19 anos, este é um álbum de extremos. Pode ser comovente e honesto em um momento, e arisco e distante no próximo". Julianne Escobedo Shepherd do Spin disse: "O álbum está no seu melhor quando ele simplesmente entra em overdrive verbal, cuspindo balas retorcidas na fábula de roubo fenomenal Centurion ou no alucinógeno sinistro Guild". Evan Rytlewski do The A.V. Club disse: "Frequentemente parece menos como uma obra acabada e mais como um caderno de esboços, uma confusão de batidas e rimas (cerca de metade delas de convidados) com poucos ganchos, coros ou artesanato geral para uni-los". 

### Listas de fim de ano
Para encerrar o ano, Doris foi incluído em várias listas de "Álbuns do Ano" de 2013. Nick Catucci da Entertainment Weekly o classificou como o décimo melhor álbum de 2013. NME o posicionou como número 27 em sua lista dos 50 melhores álbuns de 2013. Complex o posicionou como número 11 em sua lista dos 50 melhores álbuns de 2013. PopMatters o nomeou o sexto melhor álbum de hip hop do ano.
O álbum foi nomeado o oitavo melhor álbum de hip hop de 2013 pela Exclaim!. O álbum foi posicionado como número 42 na lista da Rolling Stone dos 50 melhores álbuns de 2013. Spin o posicionou como número 31 em sua lista dos 50 melhores álbuns de 2013. Consequence o posicionou como número 39 em sua lista dos 50 melhores álbuns de 2013. Foi posicionado como número 22 na lista da Pigeons & Planes dos melhores álbuns de 2013. Mojo o posicionou como número 23 em sua lista dos 50 melhores álbuns do ano. Paste o posicionou como número 43 em sua lista dos 50 melhores álbuns de 2013.
| Publicação           | Lista                          | Ranking | Ref.   |
| -------------------- | ------------------------------ | ------- | ------ |
| Complex              | The 50 Best Albums of 2013     | 11      | [ 65 ] |
| Consequence          | The 50 Best Albums of 2013     | 39      | [ 66 ] |
| Entertainment Weekly | The 10 Best Albums of 2013     | 10      | [ 67 ] |
| Exclaim!             | Top 10 Hip-Hop Albums          | 8       | [ 68 ] |
| NME                  | The Top 50 Best Albums of 2013 | 27      | [ 69 ] |
| Pitchfork            | The Top 50 Albums of 2013      | 19      | [ 70 ] |
| Rolling Stone        | The 50 Best Albums of 2013     | 42      | [ 71 ] |
| Spin                 | The 50 Best Albums of 2013     | 31      | [ 72 ] |
| The Wire             | Releases of the Year 1–50      | 34      | [ 73 ] |
| XXL                  | The Top 25 Albums of 2013      | 7       | [ 74 ] |

## Desempenho comercial
Doris estreou no número cinco da lista Billboard 200 dos Estados Unidos, com vendas na primeira semana de 49.000 cópias nos Estados Unidos. Na segunda semana, o álbum vendeu mais 8.000 cópias. Na terceira semana, o álbum vendeu mais 4.000 cópias, totalizando 62.000 cópias vendidas.

## Lista de músicas
| Lista de faixas de Doris |                                            | |                                |         |  |
| N.º                      | Título                                     | Compositor(es)                                                                                                 | Produtor(es)                   | Duração |  |
| 1.                       | "Pre" (com SK La' Flare)                   | Thebe Kgositsile Shakeir Duarte                                                                                | Michael "Uzi" Uzowuru          | 2:52    |  |
| 2.                       | "Burgundy" (com Vince Staples)             | Kgositsile Pharrell Williams Chad Hugo                                                                         | The Neptunes                   | 2:07    |  |
| 3.                       | "20 Wave Caps" (com Domo Genesis)          | Kgositsile Dominique Cole                                                                                      | Samiyam randomblackdude        | 2:12    |  |
| 4.                       | "Sunday" (com Frank Ocean)                 | Kgositsile Christopher Breaux                                                                                  | randomblackdude Frank Ocean    | 3:26    |  |
| 5.                       | "Hive" (com Vince Staples e Casey Veggies) | Kgositsile Vince Staples Casey Jones                                                                           | randomblackdude Matt Martians  | 4:37    |  |
| 6.                       | "Chum"                                     | Kgositsile Taiwo Hassan Kehinde Hassan Hugo                                                                    | randomblackdude Christian Rich | 4:04    |  |
| 7.                       | "Sasquatch" (com Tyler, the Creator)       | Kgositsile Tyler Okonma                                                                                        | Tyler, the Creator             | 2:48    |  |
| 8.                       | "Centurion" (com Vince Staples)            | Kgositsile T. Hassan K. Hassan Staples Holger Czukay Irmin Schmidt Jaki Liebezeit Michael Karoli David Axelrod | Christian Rich                 | 3:04    |  |
| 9.                       | "523"                                      | Kgositsile | randomblackdude                | 1:32    |  |
| 10.                      | "Uncle Al"                                 | Kgositsile | randomblackdude                | 0:53    |  |
| 11.                      | "Guild" (com Mac Miller)                   | Kgositsile Malcolm McCormick                                                                                   | randomblackdude                | 3:54    |  |
| 12.                      | "Molasses" (com RZA)                       | Kgositsile Lennie Hibbert Clement Dodd                                                                         | RZA Christian Rich [a]         | 2:16    |  |
| 13.                      | "Whoa" (com Tyler, the Creator)            | Kgositsile Okonma                                                                                              | Tyler, the Creator             | 3:16    |  |
| 14.                      | "Hoarse"                                   | Kgositsile Breaux                                                                                              | BadBadNotGood                  | 3:52    |  |
| 15.                      | "Knight" (com Domo Genesis)                | Kgositsile Cole Paul Willis Tyrone Douglas                                                                     | Christian Rich                 | 3:14    |  |
| Duração total:           | Duração total:                             | Duração total:                                                                                                 | Duração total:                 | 44:07   |  |

| Lista de faixas da edição instrumental |                                                           |                                                                                |                                |         |  |
| N.º                                    | Título                                                    | Compositor(es)                                                                 | Produtor(es)                   | Duração |  |
| 1.                                     | "Pre (Instrumental)" (com SK La' Flare)                   | Kgositsile Duarte                                                              | Uzowuru                        | 2:52    |  |
| 2.                                     | "Burgundy (Instrumental)" (com Vince Staples)             | Kgositsile Williams Hugo                                                       | The Neptunes                   | 2:07    |  |
| 3.                                     | "20 Wave Caps (Instrumental)" (com Domo Genesis)          | Kgositsile Cole                                                                | Samiyam randomblackdude        | 2:12    |  |
| 4.                                     | "Sunday (Instrumental)" (com Frank Ocean)                 | Kgositsile Breaux                                                              | randomblackdude Frank Ocean    | 3:26    |  |
| 5.                                     | "Hive (Instrumental)" (com Vince Staples e Casey Veggies) | Kgositsile Staples Jones                                                       | randomblackdude Martians       | 4:37    |  |
| 6.                                     | "Chum (Instrumental)"                                     | Kgositsile T. Hassan K. Hassan Hugo                                            | randomblackdude Christian Rich | 4:04    |  |
| 7.                                     | "Sasquatch (Instrumental)" (com Tyler, the Creator)       | Kgositsile Okonma                                                              | Tyler, the Creator             | 2:48    |  |
| 8.                                     | "Centurion (Instrumental)" (com Vince Staples)            | Kgositsile T. Hassan K. Hassan Staples Czukay Schmidt Liebezeit Karoli Axelrod | Christian Rich                 | 3:04    |  |
| 9.                                     | "523 (Instrumental)"                                      | Kgositsile                                                                     | randomblackdude                | 1:32    |  |
| 10.                                    | "Uncle Al (Instrumental)"                                 | Kgositsile                                                                     | randomblackdude                | 0:53    |  |
| 11.                                    | "Guild (Instrumental)" (com Mac Miller)                   | Kgositsile McCormick                                                           | randomblackdude                | 3:54    |  |
| 12.                                    | "Molasses (Instrumental)" (com RZA)                       | Kgositsile Hibbert Dodd                                                        | RZA Christian Rich [a]         | 2:16    |  |
| 13.                                    | "Whoa (Instrumental)" (com Tyler, the Creator)            | Kgositsile Okonma                                                              | Tyler, the Creator             | 3:16    |  |
| 14.                                    | "Hoarse (Instrumental)"                                   | Kgositsile Breaux                                                              | BadBadNotGood                  | 3:52    |  |
| 15.                                    | "Knight (Instrumental)" (com Domo Genesis)                | Kgositsile Cole Paul Willis Tyrone Douglas                                     | Christian Rich                 | 3:14    |  |
| Duração total:                         | Duração total:                                            | Duração total:                                                                 | Duração total:                 | 44:07   |  |

Notas
- ↑[a]  significa um co-produtor
- "Hoarse" contém vocais adicionais de Frank Ocean

Créditos de amostra
- "Centurion" contém samples de "Soup", escrita por Holger Czukay, Irmin Schmidt, Jaki Liebezeit e Michael Karoli, e interpretada por Can ; e "A Divine Image", escrita e interpretada por David Axelrod . [78]
- "Molasses" contém uma amostra de "Rose Len", interpretada por Lennie Hibbert .
- "Knight" contém uma amostra de "I've Changed", interpretada por The Magictones.

## Pessoal
Créditos do álbum adaptados do AllMusic . 
- The Alchemist – engenheiro
- BadBadNotGood – mixagem, produtor
- Josh Berg – engenheiro, mixagem
- Anita Marisa Boriboon – direção de arte, design
- Casey Veggies – artista convidado
- Jason Dill – fotografia
- Jeff Ellis – engenheiro
- Sk La' Flare – artista convidado
- Domo Genesis – artista convidado
- Ron Gilmore – teclados
- Trehy Harris – assistente de mixagem
- Chad Hugo – teclados, trompete
- Jaycen Joshua – mixagem
- Ryan Kaul – assistente de mixagem
- Om'Mas Keith – engenheiro, instrumentação
- Dave Kutch – masterização
- Mike Larson – engenheiro
- Cesar Loza – assistente
- Malay Ho – engenheiro
- Matt Martians – produtor
- Kunle Martins – ilustrações
- Mac Miller – artista convidado
- The Neptunes – produtor
- Frank Ocean – artista convidado, teclados, produtor, vocais
- Julian Prindle – engenheiro
- Christian Rich – produtor
- RZA – artista convidado, produtor
- Samiyam – produtor
- Vince Staples – artista convidado, vocais
- Earl Sweatshirt – artista principal
- Tyler, the Creator – artista convidado, produtor
- Michael Uzowuru – instrumentação, produtor
- Vic Wainstein – engenheiro

## Gráficos
| Chart (2013)                            | Peak position |
| --------------------------------------- | ------------- |
| Austrália (ARIA)                        | 23            |
| Bélgica (Ultratop Flandres)             | 63            |
| Bélgica (Ultratop Valônia)              | 142           |
| Canadá (Billboard)                      | 4             |
| Dinamarca (Hitlisten)                   | 14            |
| Irlanda (IRMA)                          | 44            |
| Nova Zelândia (RMNZ)                    | 34            |
| Noruega (VG-lista)                      | 24            |
| Escócia (Official Scottish Albums)      | 36            |
| Reino Unido (Official Albums Chart)     | 23            |
| Reino Unido (UK R&B Albums Chart)       | 1             |
| Estados Unidos (Billboard 200)          | 5             |
| Estados Unidos (Top R&B/Hip Hop Albums) | 2             |

| Chart (2013)              | Position |
| ------------------------- | -------- |
| US Top R&B/Hip-Hop Albums | 65       |

## links externos
- «Odd Future website»